# Ferenc Kocsis
Ferenc Kocsis (ur. 8 lipca 1953 w Budapeszcie) – węgierski zapaśnik. Złoty medalista olimpijski z Moskwy.
Walczył w stylu klasycznym. W 1980 triumfował w wadze do 74 kilogramów. Był mistrzem świata w 1979, srebrnym medalistą tej imprezy w 1978 i brązowym w 1977. W czempionacie Europy zwyciężył w 1978, 1979, 1981 i 1983. Wielokrotnie był mistrzem kraju.
Jego brat János Kocsis również był zapaśnikiem, olimpijczykiem z 1976 i 1980.